# 융프라우-알레치 보호 구역
융프라우-알레치 보호 구역(공식적으로 스위스 알프스 융프라우-알레치)은 스위스 남서부 베른주와 발레주 사이의 위치한 빙하군이다. 융프라우와 아이거 북벽을 포함한 베른 알프스 최동단의 산악지역이며, 알레치 빙하를 포함한 유라시아 서부에서 가장 작은 빙하 지역이다. 융프라우-알레치 보호 구역은 알프스 최초의 세계자연유산이다. 2001년에 등재되었다.

## 역사
- 1933년: 알레치 숲의 보호는 발레주가 담당한다.
- 1960년: 베른주는 라우터브루넨 계곡 상류의 보호를 받는다.
- 1983년: 베른 알프스는 1998년 이 지역의 개정과 함께 연방 경관 및 천연기념물 목록에 포함되었다.
- 2001년: 유네스코 세계문화유산에 등재되었다
- 2007년: 부지 확장, 스위스 알프스 융프라우-알레치(Swiss Alps Jungfrau-Aletsch)로 개명

## 지리와 기후

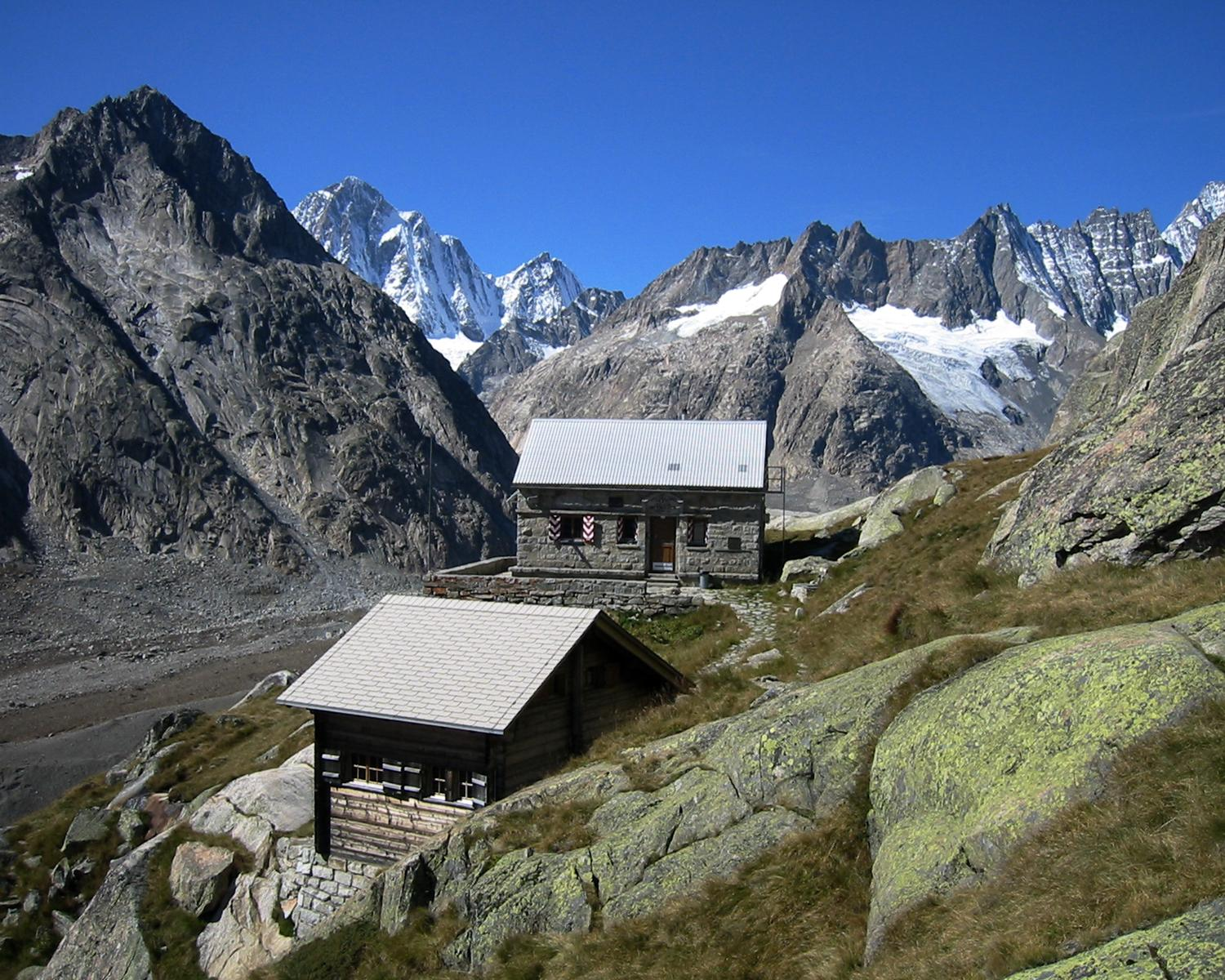
계곡의 운터아어 빙하

융프라우-알레치 보호구역은 스위스 알프스의 베르너 오버란트와 발레주 북동부 사이에 위치해 있다. 인터라켄에서 남쪽으로 25km, 브링엔에서 북쪽으로 20km 정도 떨어진 곳에 위치한다. 이 지역은 알레치 빙하, 피셔 빙하, 아어 빙하, 그린델발트 빙하의 분지를 포함하여 서쪽의 외시넨 호수에서 동쪽의 그림젤 호수까지 전체 아어 대산괴(Aar massif)를 포함한다.
최고점은 4,270m의 핀스터아어호른이며, 베른 알프스에서 가장 높은 산이기도 하다. 해발 4,000m 이상의 8개의 다른 정상들이 이 지역에 위치해 있다. 알레치호른, 융프라우, 묀히, 슈렉호른, 그로스 피셔호른, 힌터 피셔호른, 그륀호른, 라우터아어호른이 대표적이다.
발레주와 베른주를 나누는 정상부 능선은 유럽의 주요 분수령이다. 북쪽의 주요 계곡은 융프라우, 묀히, 아이거의 북벽 아래로 북쪽으로 20km 정도 뻗어가며, 북해로 흘러드는 라인강의 지류인 아레강으로 이어진다. 남쪽 계곡은 론강의 남서쪽 계곡으로 흘러들어 지중해까지 흘러간다.
이 지역의 기후는 산 높이에 의해 크게 영향을 받는다. 북쪽의 습윤한 해양성 기후와 남쪽을 향한 발레주 경사면의 건조한 기후 사이에 장벽을 형성한다. 북쪽은 강수량이 2,200mm를 넘고, 대부분 여름에 내리며, 남쪽은 1,000mm에 불과하다. 발레 산맥은 중저고도에서 아대륙성 기후를 보이며, 특히 반건조 기후를 보인다. 연평균 기온은 융프라우요흐(3,500m)에서 -8.5°C, 브리크(700m)에서 9.1°C이다.

## 물리적 특징

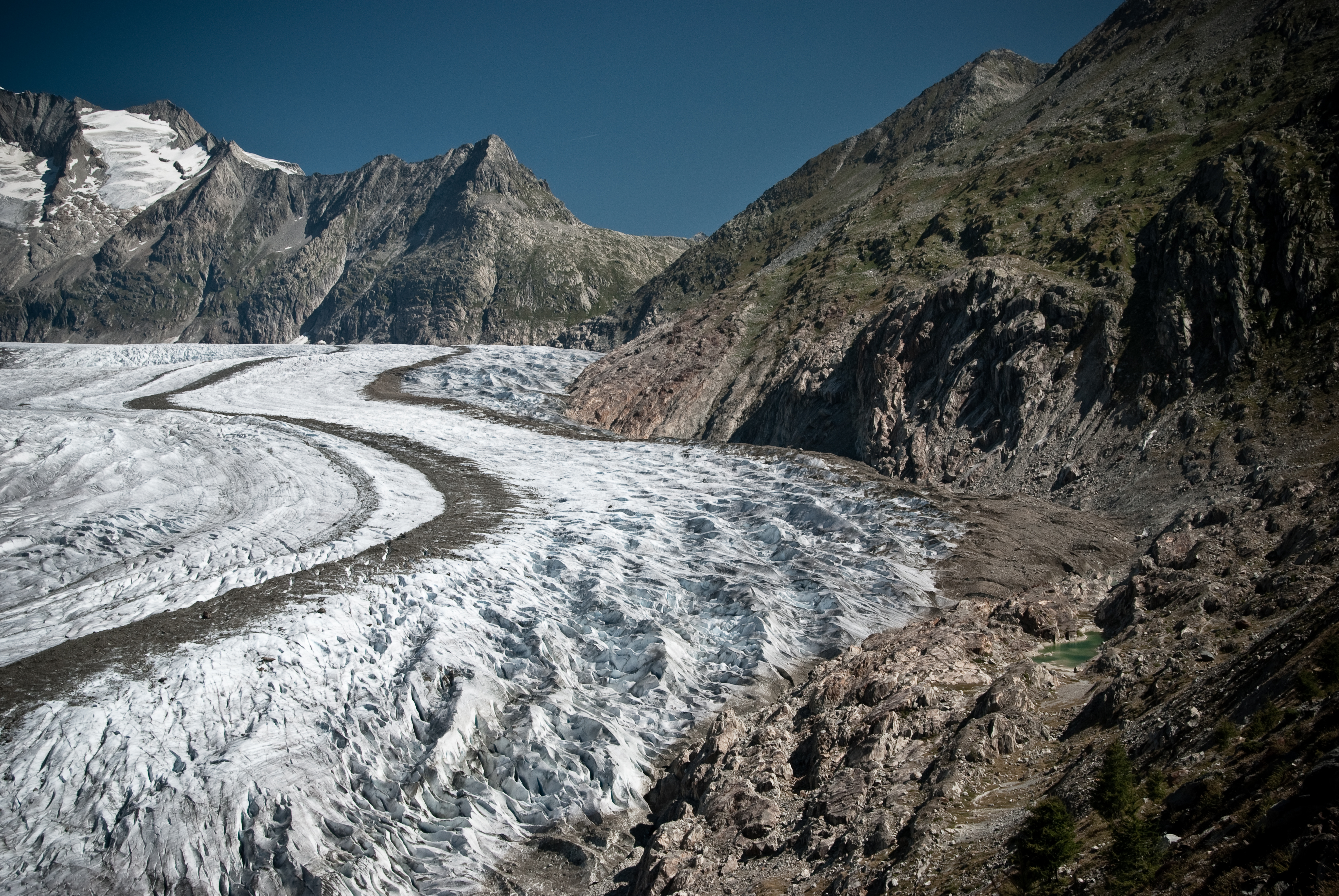
알레치 빙하

융프라우-알레치 구역은 산책로와 산장을 제외하고는 거의 사람의 손을 타지 않았다. 이곳은 깊이 뿌리 박은 빙하지역이다. 면적의 약 절반이 2,600m 보다 높으며, 이는 빙하의 축적과 절제 지역 사이의 한계보다 수백 미터가 낮은 것이다. 빙하가 덮고 있는 총 면적은 35,000 헥타르로 알프스산맥에서 가장 큰 연속 얼음 면적을 구성하고 있다. 알프스산맥에서 가장 크고 긴 빙하인 알레치 빙하는 길이가 23km이고, 최대 두께는 900m에 이른다.

### 면적
보호구역의 면적은 82,388 ha로, 53,888 ha에 달하는 현존하는 세계문화유산과 28,500 ha에 이르는 확장지로 구성되어 있다. 56%는 발레 주, 44%는 베른주에 위치한다.

## 식생

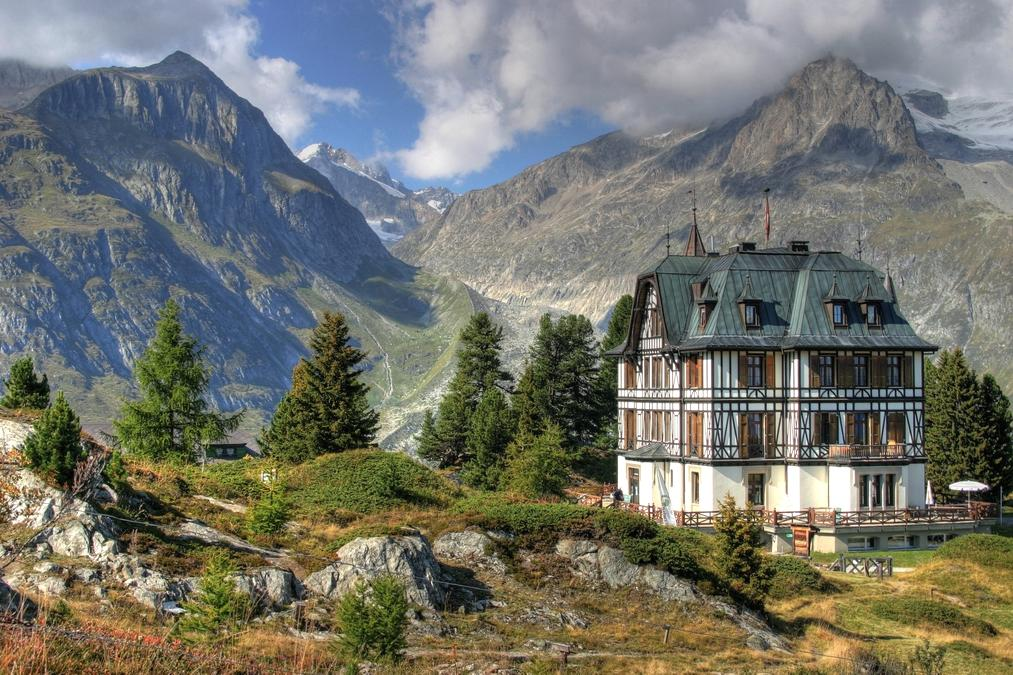
알레치 숲의 삼림한계선(프로 나투라 자연 센터)

빙하와 불모지 암석이 전체 면적의 80%를 차지하고 있으며, 6%는 숲, 5.2%는 고산 초원, 8%는 관목 지대이다. 고도는 식물의 분포와 다양성에 영향을 미치는 가장 강력한 요인이다. 지명된 지역 내에 1,800종의 관다발식물과 700종의 이끼가 있다. 고도가 높을수록 성장기는 감소하지만, 삼림한계선 위에는 529종의 종자식물과 양치식물이 있다. 활엽수 산지 숲은 북쪽 경사면에서 900m에서 1,300m에 이른다. 남향 경사에서는 동일한 구역이 약 200m 더 높이에 있다. 아고산 지대는 활엽수와 고산 지대 사이의 1,300m에서 2,000m 사이에 있다. 북쪽과 남쪽의 스위스 소나무(피누스 켐브라, Pinus Cembra)와 노르웨이 가문비나무(피체아 비에스, Picea abies)가 특징적이다. 스위스 소나무 숲의 옛부터 알레치 빙하 위의 알레치 숲과 삼림한계선 근처에 있다. 1850년에 빙하가 최대로 연장된 이후 빙하의 모레인 지대에서 발달했다. 나무줄기 바로 위 지대는 황무지 초목과 알프스 초원의 테두리를 이룬다.

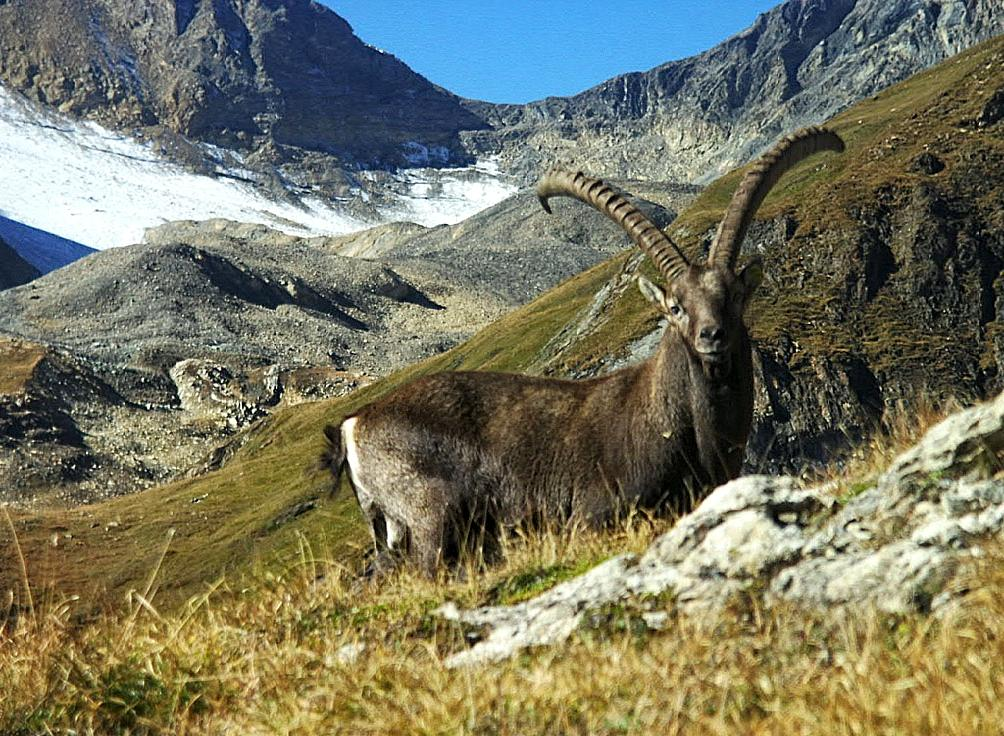
알파인 아이벡스 (뢰첸탈 계곡).

포유류 42종, 조류 99종, 파충류 8종, 양서류 4종, 어류 7종 등 271종의 척추동물과 연체동물 979종, 곤충 979종을 포함한 수많은 무척추동물이 이 지역에 기록되어 있다. 알프스 산맥의 나머지 지역에서 흔한 종은 알프스산양(샤무아, Rupicapra rupicapra), 고산 아이벡스(Capra ibex), 붉은 사슴(Cervus elaphus)이다. 작은 포유동물로는 산토끼(Lepus timidus), 여우(Vulpes vulpes), 북방족제비(Mustela erminea), 마멋(Marmota marmota), 방류된 스라소니(Felis lynx) 등이 있다.

## 관광

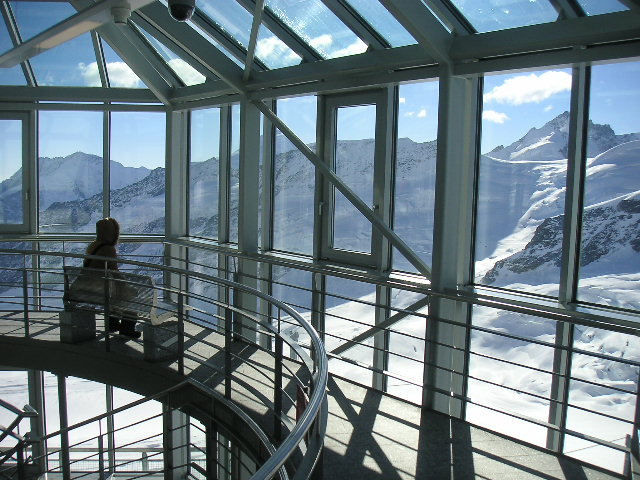
융프라우요흐

베른 고원과 발레 지역은 19세기 이래로 인기 있는 관광지였다. 융프라우는 1811년에, 핀스터아어호른은 1812년에 처음 등반되었다. 최초의 관광객들은 대부분 여름에 왔지만, 1930년대에 겨울 스포츠 또한 인기를 끌었다. 북쪽의 방문객들은 융프라우요흐로 이어지는 융프라우 철도를 통해서만 이곳을 방문할 수 있다. 철도는 이 지역을 접근하기 어려운 산에서 가까운 많은 사람들이 방문하는 매우 접근하기 쉬운 곳으로 탈바꿈했다.
융프라우 철도는 1870년에서 1912년 사이에 건설되었으며, 클라이네 샤이덱에서 융프라우까지의 구간이 3,454m에 이른다. 남쪽의 리더알프-베트머앞프(Riederalp-Bettmeralp) 지역도 많은 관광객을 끌고 있다. 다른 거주 지역으로는 뢰첸탈(Lötschental)과 칸더스테그(Kandersteg)가 있다. 산책로 네트워크는 지역 주변으로 잘 발달되어 있지만, 이 길을 통해서는 존재하지 않으며, 중앙에는 보행자가 접근할 수 없다. 이 구역은 경험이 풍부한 산악인만 출입할 수 있으며 스위스 알파인클럽이 관리하는 총 1,582개의 침대를 갖춘 37개의 쉼터와 5개의 산악 대피소가 연이어 있다. 리에더알프(Riederalp)의 알레치 생태 센터는 스위스 환경단체인 프로 나투라(Pro Natura)가 관광 센터로 운영하고 있다.